# Jagdstaffel 60
Jagdstaffel 60 – Königlich Preußische Jagdstaffel Nr. 60 – Jasta 60 jednostka lotnictwa niemieckiego Luftstreitkräfte z okresu I wojny światowej.

## Informacje ogólne
Jednostka została utworzona w szkole obserwatorów i pilotów w Juterbog 11 stycznia 1918 roku. Pierwszym dowódcą eskadry został ppor. Freiherr von Rudno-Rudzinski. Gotowość bojową eskadra uzyskała 24 stycznia. Eskadra działała głównie na froncie zachodnim na terytorium okupowanej Francji przydzielona do 1 i 7 Armii.
Pierwsze zwycięstwo odniósł Hess 18 marca 1918 roku. 26 maja 1918 roku zaginął jej dowódca Freiherr von Rudno-Rudzinski, jego miejsce zajął przybyły z Jagdstaffel 45 por. Arno Benzler, który pozostał dowódcą eskadry do zakończenia działań wojennych z przerwą przez większą część września. Wówczas obowiązki dowódcy eskadry pełnił por. Fritz Höhn.
29 czerwca 1918 roku Jasta 60 weszła w skład grupy operacyjnej Jagdgruppe 4 i stacjonowała w Boncourt.
Eskadra walczyła między innymi na samolotach Fokker D.VII i Albatros D.V.
Jasta 60 w całym okresie wojny odniosła ponad 52 zwycięstwa nad samolotami nieprzyjaciela w tym 7 nad balonami obserwacyjnymi. W okresie od lutego 1918 do listopada 1918 roku jej straty wynosiły 6 zabitych w walce, 4 rannych oraz 2 pilot dostał się do niewoli.
Łącznie przez jej personel przeszło 6 asów myśliwskich:
Artur Korff (8), Wilhelm Zorn (8), Gunther Dobberke (6), Fritz Höhn (6), Arno Benzler. Karl Ritscherle (5)

## Dowódcy Eskadry
| Stopień      | Nazwisko                     | Okres                   |
| ------------ | ---------------------------- | ----------------------- |
| Podporucznik | Freiherr von Rudno-Rudzinski | 11.01.1918 – 26.05.1918 |
| Porucznik    | Arno Benzler                 | 26.05.1918 – xx.09.1918 |
| Porucznik    | Fritz Höhn                   | xx.09.1918 – xx.09.1918 |
| Porucznik    | Arno Benzler                 | xx.09.1918 – 11.01.1918 |